# Marc-Henri Ravussin
Marc-Henri Ravussin, né le 3 juin 1912 à Baulmes et mort le 15 novembre 1985 dans cette même commune est une personnalité politique suisse.

## Biographie
Marc-Henri Ravussin est député du Grand Conseil du canton de Vaud de 1953 à 1962 et conseiller d'État de 1962 à 1978.